# Joves d'Esquerra Nacionalista
Joves d'Esquerra Nacionalista (JEN) (Jóvenes de Izquierda Nacionalista en español) es una agrupación juvenil creada en 1987 considerada las juventudes del Partido Socialista de Mallorca. Según su norma política se definen como nacionalistas catalanes, socialistas, ecologistas, feministas, internacionalistas, republicanos, antifascistas y pacifista. La organización reconoce como símbolos propios la bandera cuatribarrada y la bandera roja.
En la ciudad de Palma tienen una sección propia, que es la que aglutina más militancia. En Menorca existe una agrupación con la misma denominación con la que mantienen fuertes lazos.
Representan aproximadamente un 20% de la militancia del Partido, por lo que en las listas del mismo se suele incluir una proporción similar de candidatos. Participa anualmente en la manifestación reivindicativa de la Fiesta del Estandarte. Actualmente pertenece a la Alianza Libre Europea de Jóvenes.

## Lista de secretarios generales
1. Bernat Aguiló i Siquier (1987-1989)
2. Roger Gotarredona i Fiol (1990-1992)
3. Magí Moranta i Morey (1993-1995)
4. Joan Josep Mas i Tugores (1996-2001)
5. Joan Serra i Siquier (2001-2003)
6. Josep Ferrà i Terrassa (2003-2005)
7. Francesc Garcies i Llompart (2005-2006)
8. Antoni Noguera i Ortega (2006-2008)
9. Joan Ferrà i Terrassa (2008-2010)
10. Lluís Apesteguia i Ripoll (2010-2013)
11. Àlex Moll (2013-2014)
12. Albert Abad (Desde 2014)